# Lakemont (Pensilvania)
Lakemont es un lugar designado por el censo ubicado en el condado de Blair en el estado estadounidense de Pensilvania. En el Censo de 2010 tenía una población de 1868 habitantes y una densidad poblacional de 637,76 personas por km².

## Geografía
Lakemont se encuentra ubicado en las coordenadas 41°30′53″N 75°50′56″O / 41.51472, -75.84889. Según la Oficina del Censo de los Estados Unidos, Lakemont tiene una superficie total de 4.71 km², de la cual 3.99 km² corresponden a tierra firme y (15.38%) 0.73 km² es agua.

## Demografía
Según el censo de 2010, había 1868 personas residiendo en Lakemont. La densidad de población era de 637,76 hab./km². De los 1868 habitantes, Lakemont estaba compuesto por el 97.86% blancos, el 0.8% eran afroamericanos, el 0.05% eran amerindios, el 0.86% eran asiáticos, el 0% eran isleños del Pacífico, el 0.05% eran de otras razas y el 0.37% pertenecían a dos o más razas. Del total de la población el 0.48% eran hispanos o latinos de cualquier raza.